# Changing Genera
Changing Genera (abreviado Changing Gen. Syst. Stud. Neotrop. W. Afr. Annonaceae) es un libro con ilustraciones y descripciones botánicas que fue escrito por el botánico holandés Laurentius Willem Chatrou y publicado por la Universidad de Utrecht en el año 1998 con el nombre de Changing Genera. Systematic studies in Neotropical and West African Annonaceae.